# فراس بالعربي
محمد فراس بالعربي (مواليد 27 مايو 1996)، هو لاعب كرة قدم تونسي يلعب لصالح نادي الشار الإماراتي و‌منتخب تونس لكرة القدم في مركز الوسط الهجومي.

## مسيرة اللاعب
بدأ اللاعب في مستقبل المرسى و انتقل إلى النادي البنزرتي في عام 2016 و انتقل إلى النجم الساحلي في عام 2018 و أعير إلى نادي الفجيرة الإماراتي في عام 2020 و انتقل إلى نادي عجمان في صيف 2021 و انتقل إلى نادي الشارقة في عام 2023.

## روابط خارجية
- فراس بالعربي على موقع قاعدة بيانات كرة القدم.إي يو (الإنجليزية)
- فراس بالعربي على موقع ناشيونال فوتبول تيمز (الإنجليزية)
- فراس بالعربي على موقع Soccerway.com (الإنجليزية)